# Flesh for Fantasy
«Flesh for Fantasy» (с англ. — «Воплощение фантазий») — третий сингл британского певца Билли Айдола с альбома Rebel Yell, вышедший в 1984 году. Считается одной из наиболее известных композиций Айдола, на что повлияла, в частности, активная ротация на телеканале MTV.
Рецензент сайта AllMusic назвал «Flesh for Fantasy» одним из лучших примеров «амбициозного сплава хард-роковых риффов и танцевальной стилистики новой волны», характерного для творчества Айдола 1980-х годов: энергичные гитарные риффы обрамляются задающей грув басовой партией и драм-машиной, а дополняет картину фирменная насмешливая манера пения певца, делающего похотливые намёки в куплетах и переходящего на «чудовищный рёв» в припеве. Журнал Rolling Stone писал, гитара Стива Стивенса полна «несфокусированной психоделии».

## Списки композиций
| №  | Название                                 | Длительность |
| -- | ---------------------------------------- | ------------ |
| 1. | «Flesh for Fantasy» (Below the Belt mix) | 7:00         |
| 2. | «Flesh for Fantasy»                      | 3:47         |
| 3. | «Blue Highway»                           | 5:05         |